# Nickelgruppe
| Gruppe  | 10     |
| Periode |        |
| 4       | 28 Ni  |
| 5       | 46 Pd  |
| 6       | 78 Pt  |
| 7       | 110 Ds |

Die Nickelgruppe, manchmal auch (veraltet) Platingruppe genannt, ist die 10. Gruppe des Periodensystems der Elemente mit den Elementen Nickel (Ni), Palladium (Pd), Platin (Pt) und dem erstmals 1994 hergestellten Darmstadtium (Ds).
Die Bezeichnung wird selten verwendet, da die Gruppe meist mit der 8. und 9. Gruppe zur Eisen-Platin-Gruppe zusammengefasst wird.
Trotz der Namensähnlichkeit der veralteten Bezeichnung Platingruppe darf die Nickelgruppe nicht mit den Platinmetallen verwechselt werden. Letztere umfassen die Elemente der Gruppen 8 bis 10 der 5. und 6. Periode: Ruthenium (Ru), Osmium (Os), Rhodium (Rh), Iridium (Ir), Palladium (Pd) und Platin (Pt).

Die Metalle
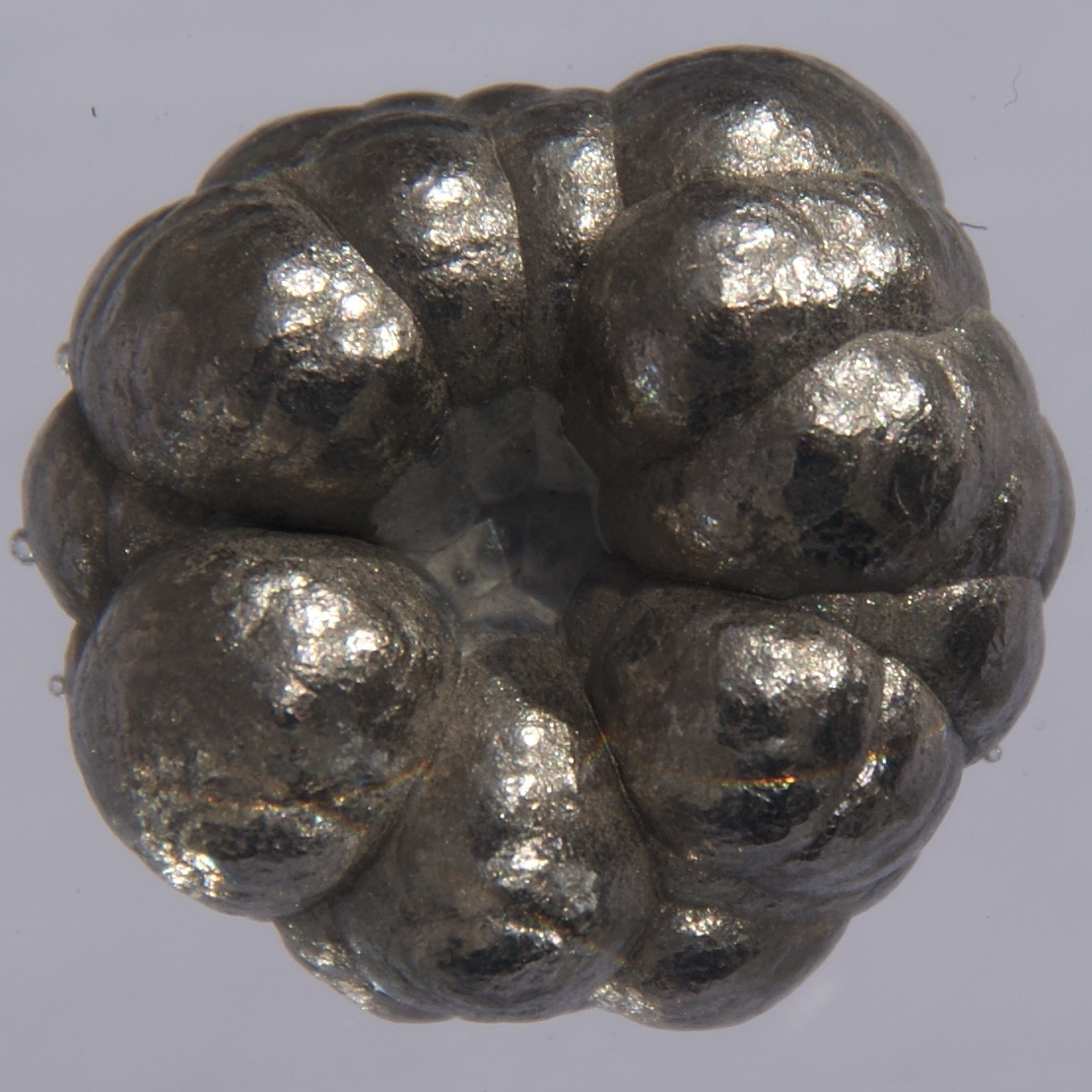
Nickel, elektrolytisch gewonnen
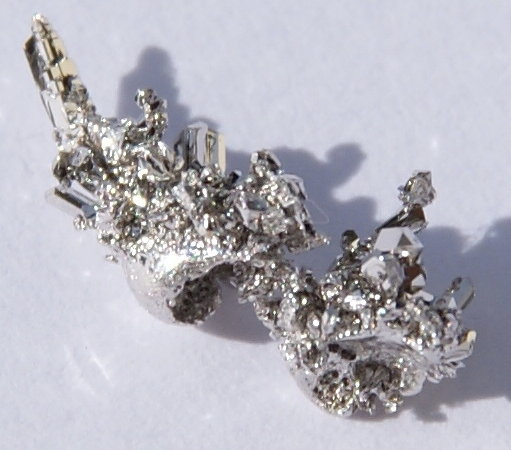
Palladium als Kristall
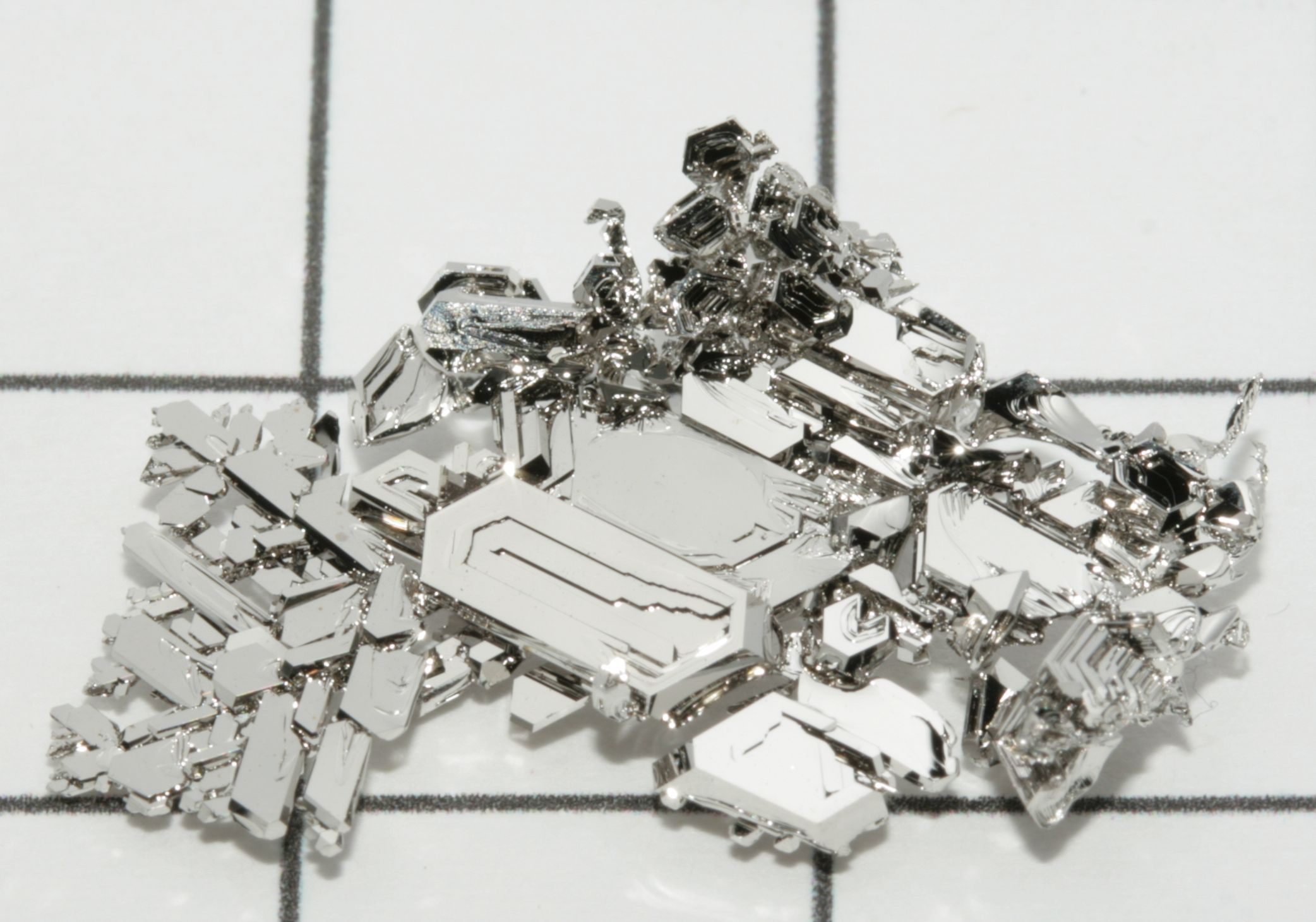
Platin als Kristall